# Citrange
Hybride
Parent  A  de l'hybridation 
  Citrus sinensis 
×

Parent  B  de l'hybridation 
  Poncirus trifoliata 
Classification APG III (2009)
Les Citranges,  × Citroncirus, sont des hybrides de l'oranger doux (Citrus sinensis) et du citronnier épineux (Poncirus trifoliata) largement utilisés comme porte-greffe d'agrume.
Ce croisement était une tentative pour associer la résistance au froid du Poncirus trifoliata à la qualité du fruit et la vigueur de l'oranger.

## Les hybrides dePoncirus trifoliata
Il existe de nombreux hybrides et chimères de P. trifoliata globalement classés comme x Citroncirus spp. Parmi les chimères citrondarin est un croisement avec la mandarine satsuma (Citrus unshiu)
Parmi les hybrides conservés: citremon hybride de citron (Citrus limon) obtention Swingle 1924, Citradia hybride d'orange amère (bigarade). En 1903, Louis Trabut, à Alger, développe des hybrides de Poncire et bigaradier en vue d'obtenir des porte-greffes résistants au froid. Il mentionne l'antériorité de Webber et Swingle pour le nom de citrange et nomme ses obtentions citrange porte-greffe.
Parmi les curiosités: Microcitrus x P. trifoliata, Citron jambhiri x P. trifoliatan évalué sans intérêt. Cunninghamest un citrange qui hybridé avec Morton a donné Morton-Cunningham rustique à −15 °C.
Parmi les doubles hybrides ((P. trifoliata x Citrus sinensis) x Citrus sinensis) proche des citranges, obtention Swingle 1924, Citrangequat (Fortunella sp. x (P. trifoliata x Citrus sp.)), citrangelo (P. trifoliata x (C. paradisi x C. reticulata). Rangpur lime x Troyer n'a pas démontré des qualités de porte-greffe. Citrangedin (citrange x calamondin), Citrangime (citrange x lime), Citranguma (citrange x satsuma).
Cicitrange est un rétrocroisement citrange x Poncirus trifoliata.
La génération de mutants bialléliques/homozygotes stables est difficile pour l'orange douce en raison du faible taux de transformation. La recherche contemporaine part toujours des hybrides de l'oranger pour obtenir des résistances utiles en citriculture par amélioration génétique des plantes avec des bons succès chez le citrange Carrizo.

## Les cultivars
La motivation des obtenteurs avec ces hybridations est d'obtenir des arbres résistants au froid, et dans un premier temps comestibles ou décoratifs, la spécialisation comme porte-greffe apparait plus tardivement. Les principaux cultivars sont des obtentions américaines de Herbert John Webber et Walter Tennyson Swingle, l'objectif de leurs travaux était la résistance au gel et la production de fruits comestibles. Les citranges de la première génération sont Rusk, Willits, Morton, Savage, Colman, Sanford et Benton et les toujours utilisés Troyer et Carrizo. Les fruits ont l'amertume du Poncirus et n'ont jamais fait l'objet d'une horticulture fruitière.
Par la suite l'IVIA (Instituto Valenciano de Investigaciones Agrarias) obtiendra des porte-greffes toujours largement utilisés en Espagne en hybridant Poncirus trifoliata avec la mandarine Cléopâtre (Citrus ×reshni), ce sont les Forner-Alcaide parmi lesquels le 5 et 418  sont les plus utilisés.

### Citrange de Montauban
Armand Bernard (1894) crée des premiers hybrides citrange et limonange résistants au froid simultanément avec les premières obtentions américaines de mandariniers rustiques et les recherches de Norman au Queensland. Il le nomme «orangers hybrides de Montauban». Son «citrange de Montauban amélioré» résiste à −14 °C. Louis Trabut note leur intérêt comme porte-greffe et comme plante ornementale, mais ils ne sont pas comestibles.
«En 1897, Weber et Swingle en Floride, ont repris les recherches d'Armand Bernard et on obtenu directement des plantes résistant à plus de −10 °C » écrit Guillaumin.

### Citranges Rusk, Willits et Morton
Swingle sélectionne ses hybrides à partir de 1897, Webber et lui les publient en 1905. L'implantation de l'agrumiculture en Floride suppose des plantes résistantes aux gels épisodiques mais agressifs du climat local. 

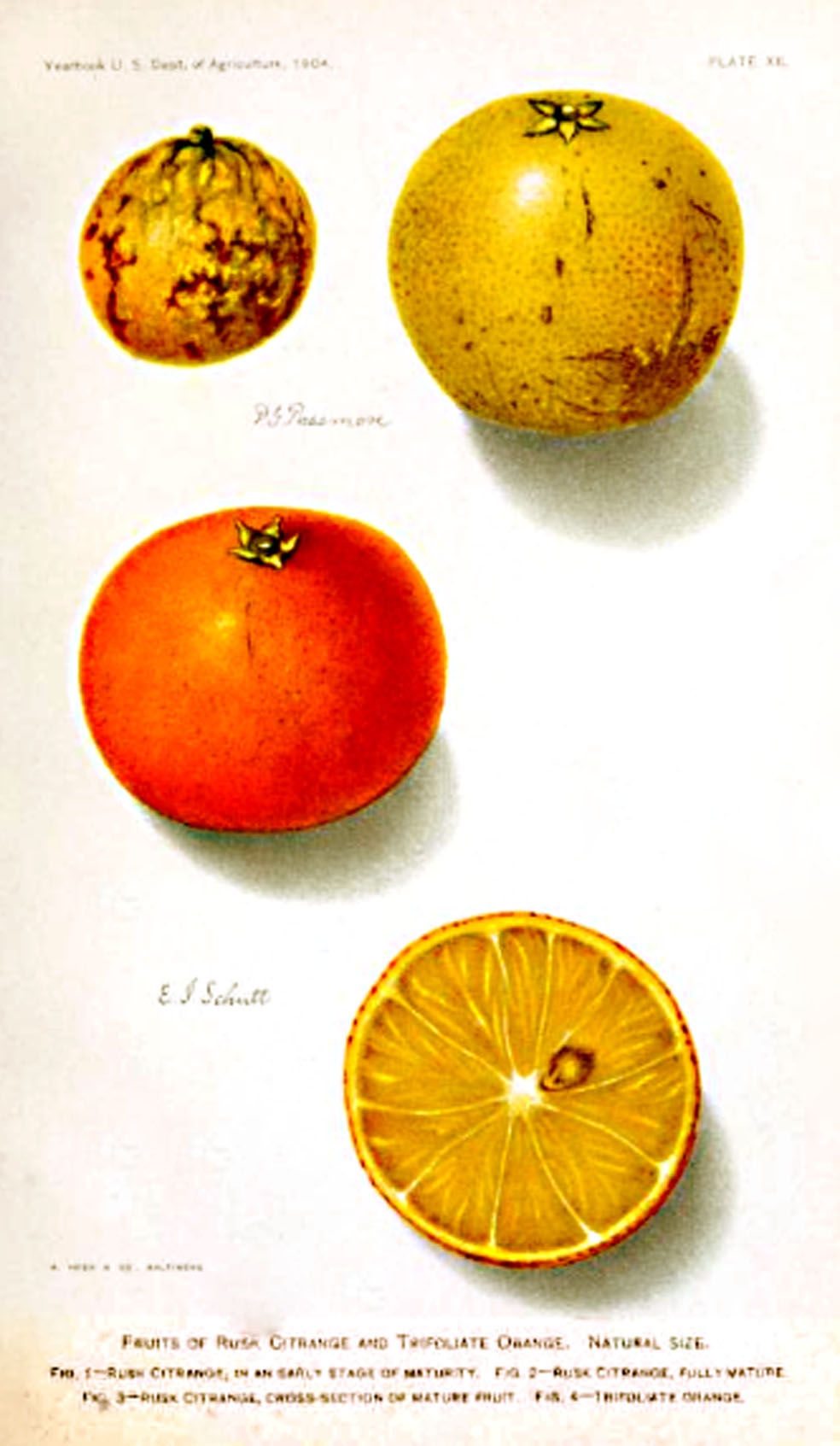
Citrange Rusk à divers stades de maturité (New citrus creations of the Department of agriculture par Webber et Swingle -1905)

Rusk est un hybride d'oranger doux (parent femelle) et de Poncirus trifolié (parent mâle), il porte le nom de Jeremiah McLain Rusk (1830-1893), premier Secrétaire à l'Agriculture (de 1889 à1893) qui initia les travaux de recherche en Floride. Il s'agit d'un des trois semis obtenu par GH Norton, à Eustis, en 1897. La plante a les caractères des deux parents: feuilles trifoliolées plutôt plus grandes que P. trifoliata, vigueur et grande taille de l'arbre. Le fruit à maturité précoce est petit, lisse et pratiquement glabre; orange foncé rougeâtre, très acide et légèrement amère. Il est utilisé comme plante décorative en Floride, le faible nombre de graines limite son utilisation comme porte-greffe.
Willits originairement (1904) nommé citrange Swingle porte le nom d'Edwin Willits premier secrétaire adjoint à l'Agriculture. Obtenu à Eustis parmi 29 semis retenus, il est vigoureux, décoratif avec un fruit agréable à manger sucré écrivent les auteurs qui poursuivent: «C'est un excellent substitut au citron pour accompagner le poisson ou les huîtres».
Morton porte également le nom d'un secrétaire à l'Agriculture américain, J. Sterling Morton, il est décrit en 1907, le fruit est proche de Willits, plus sucré que le Rusk, précoce (octobre, novembre) et sans pépins ce qui le condamne à ne jamais être un porte-greffe. Les citranges Rusk et Morton furent introduits à Verrières-le-Buisson en 1923 (Arboretum Vilmorin) mais ne résistèrent pas au froid de la région parisienne.

### Citranges Carrizo et Troyer
Dans les années 40, Winter Haven au Texas entreprend d'identifier les citranges dont les fruits ont beaucoup de graines afin de développer une industrie du porte-greffe. Carrizo avec 20,2 graines par fuit arrive en tête alors que Savage et Troyer sont utilisés en Californie pour les semis. En 1946, Carrizo et Troyer sont reconnus des porte-greffes plus productifs que le bigaradier. Troyer avait été envoyé à Swingle par A M. Troyer de Fairhope (1934), c'est un hybride de Washington navel pollinisé par P. trifoliata, en 25 ans Troyer devient le porte-greffe le plus utilisé en Californie. La seule limite à son expansion est sa faible tolérance au sol calcaire (comme Carrizo). Carrizo a été obtenu en 1909 à Carrizo Springs au Texas, il est toujours recommandé du fait de sa vigueur, sa productivité, de sa manipulation facile, la limite à son utilisation est son incompatibilité avec certains citronniers, cédrats, tangors et kumquat. Une publication brésilienne a confirmé les limites de l'utilisation de Carrizo sur la tangerine Cravo, le tangelo Lee et le tangor Murcote.

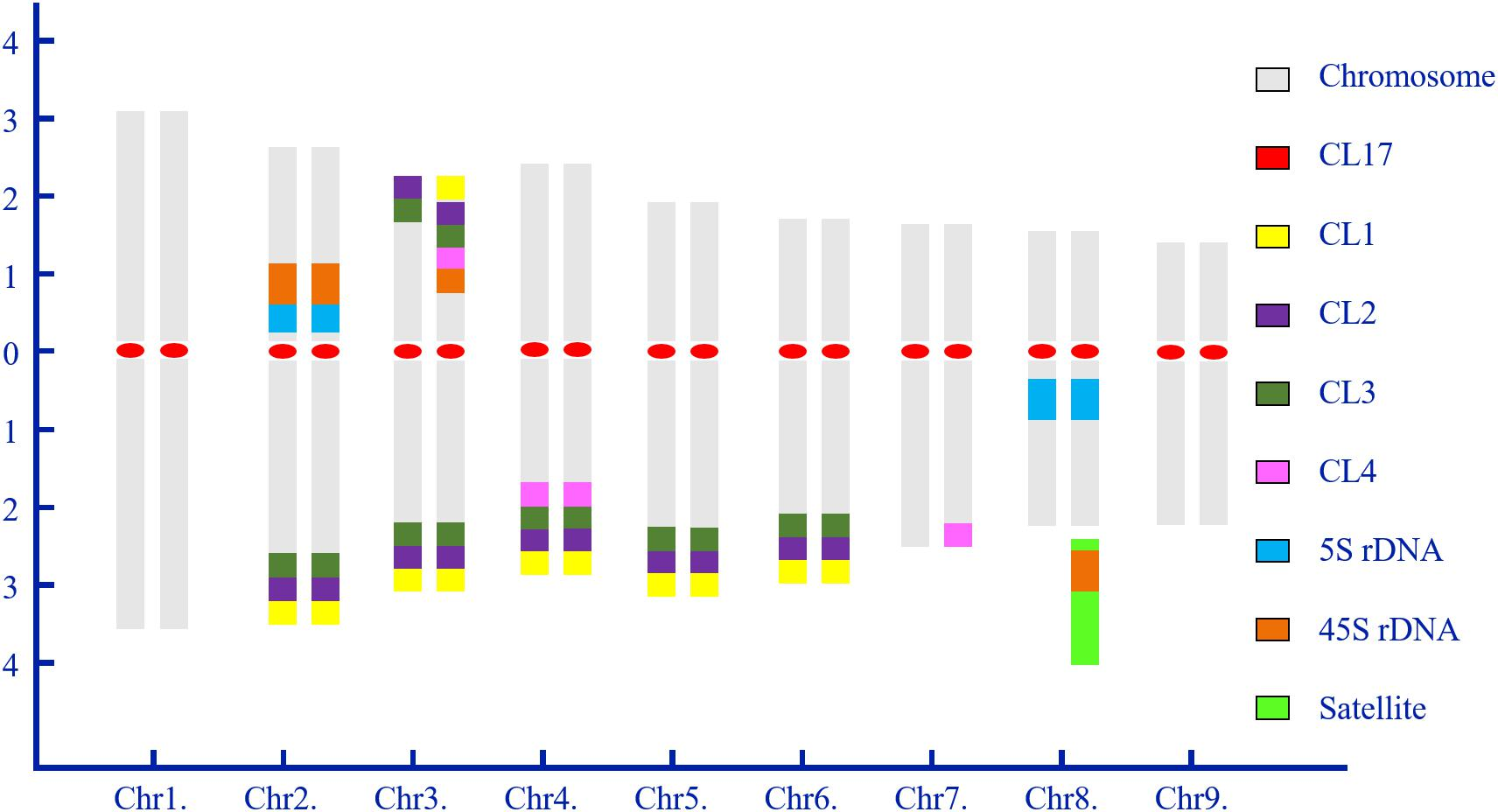
Idiogramme des positions relatives des séquences asymétriques d'ADN chez Carrizo. La nature hybride du porte-greffe diploïde Carrizo est «montrée de manière convaincante» écrivent les auteurs (2020)

Carrizo et Troyer sont d'excellents porte-greffes pour l'orange douce et le pamplemousse et la plupart des mandarines, ils sont plus tolérants au phytophtora que la plupart des porte-greffes. Carrizo est le porte-greffe le plus utilisé en citriculture. Carrizo et Troyer sont sensibles au sol salin, aux nématodes. Tolérants au CTV et plutôt résistant au froid, moins que Poncirus.

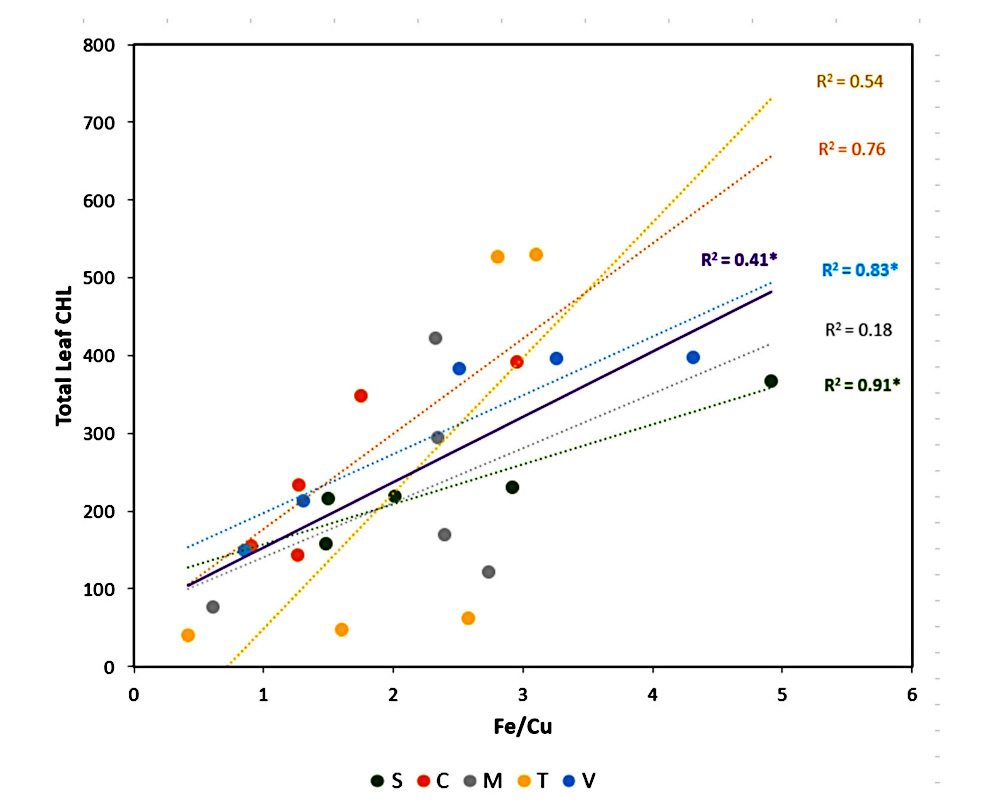
Performance nutritionnelle de 5 porte-greffes d'agrumes sous différents niveaux de Fer (carence la plus commune). Troyer (T points jaunes) a le plus haut niveau de chlorophylle des feuilles mais il est le plus sensible à la carence en fer. Carrizo (C points rouges) est moyennement résistant à la carence en fer. (S = bigarade, V =Volkamer, et M = macrophylla)

### C35 et C32
Ces citranges ont été sélectionnés en 1951 au Citrus Research Center de l’Université de Californie, ce sont des hybrides F1 entre l'orange douce Ruby et  Poncirus trifoliata var. Webber-Fawcett. C-32 a peu de graines en revanche le semis est vigoureux avec de nombreux embryons nucellaires. C35 est qualifié de semi-nain (qualité apréciées des horticulteurs) proche de Carrizo, la qualité des fruits obtenus est considérée comme moyenne à bonne. Il est très sensible aux sols inondés mais résistant aux nématodes. Pour autant il est nettement moins utilisé que Carrizo.

### Les citrumelos proches des citranges
Les citrumelo qui sont des hybrides de grapefruit - pamplemoussier au sens de C. paradisi - et du Poncirus trifoliata ressemblent beaucoup aux citranges. Citrumelo 4475 donne un excellent enracinement et une résistance au Phytophtora et aux nématodes mais il ne donne pas des gros fruits.
US 119 obtenu en 1973 est un double hybride ((C. paradisi var. Duncan x Poncirus trifoliata) x C. sinensis var. Succory) réputé résistant au CTV et rustique jusqu'à −10 à −12 °C. Il a été promu comme un rustique avec un fruit de qualité proche de l'orange. Une étude systématique (2023) des qualités sensorielles des hybrides de Citrus x Poncirus trifoliata a montré que les hybrides avec une forte proportion de P. trifoliata dans leurs géniteurs, dont US 119, ont un jus avec un arrière-goût vert, amère semblable à celui de Poncirus.